# Capítulo de Quierzy
O Capítulo de Quierzy foi promulgado durante uma Assembléia realizada em Quierzy (França), entre 14 e 16 de junho de 877, do Rei Carlos II da França. Esse ato legal garantiu aos nobres o direito de transmitir seus bens por herança.
A partir da década de 830, começou um processo de enfraquecimento do poder central que tinha sido fortalecido na época de Carlos Magno (800-814). Esse enfraquecimento teve origem nas lutas entre os filhos de Luís I, que começaram antes mesmo da morte do pai. Para se enfrentar essas lutas, cada um dos filhos de Luís I fez concessões aos nobres aliados. Esse enfraquecimento facilitou invasões de húngaros, normandos (vinkings) e mouros, que exigiram mobilizações de tropas que resultaram em mais concessões aos nobres.
Naquela época, a transmissão dos bens pertencentes aos nobres por herança era a situação mais comum, mas o Rei tinha o direito de intervir nessa herança, não concedendo o título de conde ao filho de um conde que acabara de morrer. Portanto, interessava aos nobres que o direito à herança fosse garantido por um ato legal.
Dentre as disposições desse ato legal, podem-se citar as seguintes:
- as dioceses vagas seriam administradas por um conselho até que o Imperador designasse um sucessor;
- após a morte de um conde, seu filho mais velho, assistido pelo bispo e pelos principais oficiais do condado, administrará o condado;
- após a morte de um vassalo, sua viúva e seus filhos terão seus benefícios temporariamente[1] [2] [3].